# Sainte-Apolline-de-Patton
Sainte-Apolline-de-Patton es un municipio parroquial canadiense situado en la provincia de Quebec.

## Superficie
Sainte-Apolline-de-Patton tiene una superficie de 256,51 km².

## Demografía
En 2021, tenía 505 habitantes, una densidad poblacional de 2 hab./km², y 423 viviendas.